# Roger Christian (auteur-compositeur)
Pour les articles homonymes, voir Roger Christian et Christian.
Roger Val Christian (né le 3 juillet 1934 à Buffalo (New York), mort le 11 juillet 1991 à Tarzana) est un auteur-compositeur et animateur de radio américain.

## Biographie
Roger Christian commence sa carrière à la radio à Rochester (New York), à WSAY. Alors qu'il travaille comme maître-nageur, après avoir sauvé la femme d'un directeur de radio de la noyade dans un lac de New York au milieu des années 1950, Christian fait ses débuts à la radio sous le nom de Mike Melody. En 1959, il s'installe en Californie, où il travaille d'abord pour une station de radio à San Bernardino, KFXM-590AM.
Christian est une personnalité de la radio à Los Angeles dans les années 1960, 1970 et 1980. Il est l'un des « Boss Jocks » originaux lorsque 93/KHJ a fait ses débuts en 1965. Il travaille pour d'autres stations de radio à Los Angeles, notamment KRLA (AM), KFWB (AM), KBLA, KGBS (AM-FM), KDAY, KRTH-FM et KIQQ-FM.
Il travaille ensuite quelques années comme annonceur pour Armed Forced Radio avant de quitter le secteur de la radio au milieu des années 1970. Christian continue à écrire des chansons.
Coureur automobile jusqu'en 1955, Christian s'intéresse vivement aux hot rods et devient connu comme le "Poet of the Strip". Murry Wilson, père de trois des Beach Boys ainsi que leur manager, entend Christian un soir sur KFWB expliquer la chanson à succès du groupe 409 à un auditeur à l'antenne. Réalisant que Christian en sait beaucoup sur les voitures, Murry Wilson rencontre Christian et envoie plus tard son fils Brian Wilson à sa rencontre. En regardant certains des poèmes de Christian sur les voitures, le duo collabore pour Shut Down, Little Deuce Coupe et plus tard Don't Worry Baby,.
Il co-écrit également de nombreuses chansons enregistrées par Jan and Dean, notamment Dead Man's Curve, The Little Old Lady from Pasadena, Drag City, Honolulu Lulu, The New Girl In School, Ride The Wild Surf et You Really Know How to Hurt a Guy, Christian écrivant de nouvelles paroles à partir de Catch a Wave qui devient Sidewalk Surfin' sur le skateboard.
Christian et Gary Usher collaborent sur plusieurs chansons utilisées ou écrites spécifiquement pour les films Beach Party, Muscle Beach Party, Bikini Beach, Ride the Wild Surf, Beach Blanket Bingo, Ski Party (en), Beach Ball et Catalina Caper (en) ; ces films comprennent trois chansons pour Dick Dale. Christian fait plusieurs apparitions dans certains de ces films.
Il est l'un des scénaristes/narrateurs du LP documentaire de Capitol Records de 1964, The Beatles' Story.

## Décès
Christian souffre de dépression périodique. Il est le seul « Boss Jock » original de KHJ à ne pas apparaître à la réunion du 25e anniversaire de la station le 9 mai 1990. Il meurt le 11 juillet 1991, de complications d'insuffisance rénale et hépatique, huit jours après son 57e anniversaire, à Tarzana, en Californie.